# Kami Naki Sekai no Eiyū-den
Kami Naki Sekai no Eiyū-den (神無き世界の英雄伝, lit. "Heróis de um mundo sem deus") é uma série de light novels escrita por Hajime Kamoshida e ilustrada por Minnichi Sakamoto. Kami Naki Sekai no Eiyū-den foi a primeira obra de Kamoshida, e marca a sua estréia como novelista. A série teve três volumes publicados entre julho e dezembro de 2007 pela ASCII Media Works, sob impressão da Dengeki Bunko.

## Enredo
Ambientada no espaço, a história da light novel começa com a seleção de comandantes realizada por duas fadas eletrônicas, Cordélia e Ofélia, que irão selecionar dois líderes para comandar suas companhias de batalha. As duas fadas julgam a habilidade de cada um para selecionar um líder, sendo que este controla o campo de batalha através de um grande poder de computação. Na cerimônia de seleção, as fadas escolhem Len Evans e Roy Clover como os líderes de suas companhias. A partir daí, as duas companhias de batalha se unem, formando uma federação espacial que irá desafiar e batalhar contra uma república popular espacial a fim de conquistar sua independência. Nessa guerra, Evans e Clover comandarão os campos de batalha espaciais, que possuem diversos elementos envolvendo a computação.

## Personagens

### Personagens principais
Len Evans ([レン エバンス Ren Ebansu] Erro: {{japonês}}: o texto tem marcação itálica (ajuda))
Roy Clover ([ロイ クローバー Roi Kurōbā] Erro: {{japonês}}: o texto tem marcação itálica (ajuda))
Nelly Clover ([ネリー クローバー Nerī Kurōbā] Erro: {{japonês}}: o texto tem marcação itálica (ajuda))
Cordélia ([コーデリア Kōderia] Erro: {{japonês}}: o texto tem marcação itálica (ajuda))
Ofélia ([オフィーリア Ofīria] Erro: {{japonês}}: o texto tem marcação itálica (ajuda))

## Mídia

### Light novels
Kami Naki Sekai no Eiyū-den conta com três volumes publicados entre julho e dezembro de 2007, impressos pela Dengeki Bunko.
| N.º | Data de lançamento     | ISBN              |
| --- | ---------------------- | ----------------- |
| 1   | 10 de julho de 2007    | 978-4-84-023919-6 |
| 2   | 10 de outubro de 2007  | 978-4-84-024033-8 |
| 3   | 10 de dezembro de 2007 | 978-4-84-024126-7 |